# 20th Century Studios
20th Century Studios (anteriorment Twentieth Century Fox Film Corporation, Twentieth Century Fox, 20th Century-Fox o 20th Century Fox) és un dels principals estudis de cinema, situat a l'àrea de Century City a Los Angeles, als Estats Units. L'estudi és una filial de The Walt Disney Studios, propietat de The Walt Disney Company.
L'empresa va ser fundada per William Fox el 1915, antic propietari de Fox Film Corporation.Algunes de les seves produccions cinematogràfiques més populars són la saga La guerra de les galàxies, Ice Age, Anastàsia, Garfield, X-Men, Die Hard, Alien, La venjança dels Nerds, El planeta dels simis, Sol a casa, Night at the Museum, Predator, Alvin and the Chipmunks i Les cròniques de Nàrnia (que anteriorment era distribuïda per Walt Disney Pictures). Algunes de les celebritats que han sortit d'aquests estudis són Shirley Temple, Betty Grable, Marilyn Monroe i Jayne Mansfield.

## Història

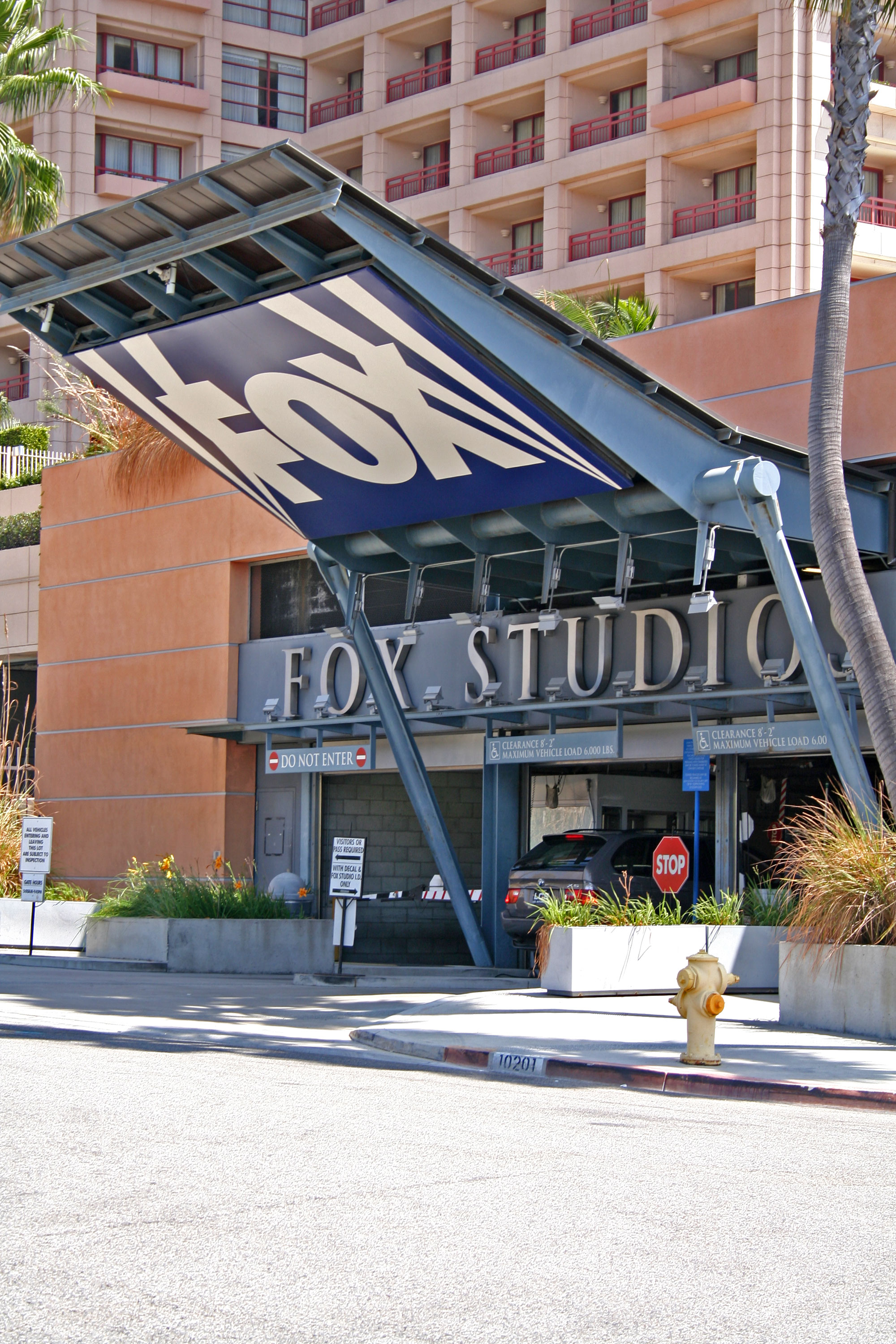
Els estudis de Los Angeles de Fox Broadcasting Company a 2005.

### Fox Film Corporation
La Fox Film Corporation va ser fundada el 1915 pel pioner William Fox, qui va crear la corporació fusionant dos empreses, Greater New York Film Rental, una empresa de distribució; i la Fox, una companyia de producció. Aquesta fusió d'una empresa de distribució i una companyia de producció va ser un primerenc exemple d'integració vertical. Sempre més un empresari que un home de l'espectacle, William Fox es va concentrar en l'adquisició i construcció de sales de cinema; per ell les pel·lícules eren secundàries.
Els primers estudis de rodatge de la companyia es van crear a Fort Lee, a Nova Jersey; però el 1917 William Fox va enviar a Sol M. Wurtzel a Hollywood, Califòrnia per supervisar els estudis de la costa oest, amb l'objectiu de poder realitzar produccions cinematogràfiques en un clima més propici. Finalment Fox va comprar Edendale, el primer estudi cinematogràfic de Los Angeles, creat 1909.
Amb la introducció de les tecnologies de so, Fox va adquirir els drets dels sistemes per incloure so als films, adquirint els del sistema de Freeman Harrison Owens, els drets d'utilització als Estats Units del sistema Tri-Ergon i els del sistema de Theodore Case. Tot aquest conjunt tecnològic va resultar en el sistema de so "Fox Movietone". La Fox Film Corporation va començar a oferir pel·lícules amb una música i efectes de pista i l'any següent va començar el setmanari Fox Movietone News, show que es va perllongar fins al 1963.
L'empresa en creixement necessitava espai i el 1926 va adquirir 300 acres a l'oest de Beverly Hills, on va construir la "Movietone City", l'estudi millor equipat del seu temps.
Quan el seu rival Marcus Loew va morir el 1927, Fox va intentar comprar participacions de la família Loew. Loew's Inc controlava més de 200 teatres, així com la Metro-Goldwyn-Mayer (MGM). La família va accedir a la venda i la fusió de Fox i Loew's Inc es va anunciar el 1929.
No obstant això, Louis B. Mayer, gerent dels estudis de la MGM, no inclosos en l'acord, es va defensar fent ús de les seves connexions polítiques. Mayer va demanar al Departament de Justícia anti-trust dels Estats Units que bloquegés el procés de fusió. En ple litigi, William Fox va ser greument ferit en un accident de trànsit l'estiu de 1929. Quan es va recuperar de les lesions, la caiguda de la borsa de la tardor del 1929 li va fer perdre la major part de la seva fortuna, posant fi a la fusió de Loew.
Prop de la fallida, William Fox va ser desposseït del seu imperi i fins i tot va acabar a la presó. Fox Film, amb més de 500 teatres, va ser posada en situació de fallida. Un banc va donar suport a la reorganització de la companyia temporalment, però estava clar que la fusió era l'única manera de sobreviure per Fox Film. Segons el nou president de Sydney Kent, els nous propietaris van començar a negociar amb una organització independent poderosa anomenada Twentieth Century Pictures a la primavera de 1935.

### Twentieth Century Pictures
Twentieth Century Pictures era una productora independent de Hollywood creada el 1933 per l'expresident de United Artists Joseph Schenck, Darryl F. Zanuck de Warner Brothers, William Goetz de Fox Films i Raymond Griffith. El suport financer provenia del seu germà gran Nicholas Schenck i del tiet de Goetz, Louis B. Mayer, el cap de MGM Studios. Les produccions de l'empresa eren distribuïdes per United Artists i es filmaven en diversos estudis.
Schenck va ser nomenat president de la 20th, mentre que Zanuck va ser nomenat vicepresident a càrrec de la producció i Goetz, va servir com a vicepresident. Amb èxit des del principi, la seva producció de 1934 La Casa de Rothschild va ser nominada a un Oscar a la millor pel·lícula. El 1935 es va produir la pel·lícula Els Miserables, de Victor Hugo, que també va ser nominada a millor pel·lícula.

### La fusió de Twentieth Century i Fox
Joe Schenck i els responsables de Fox van acordar una fusió; Spyros Skoura, llavors gerent dels teatres Fox de la costa oest, va ajudar en la fusió i més tard va esdevenir president de la nova empresa, que es va dir The Twentieth Century-Fox Film Corporation i es va fundar el 31 de maig de 1935. Schenck va esdevenir president i productor executiu en cap, mentre que Kent es va mantenir com a President. Zanuck va esdevenir vicepresident a càrrec de la producció, en substitució del cap de producció de Fox Winfield Sheehan.
A banda de la cadena de cinemes, Zanuck i Schenck sentien que la Fox no donava per molt més. La major estrella de l'estudi, Will Rogers, havia mort en un accident aeri setmanes després de la fusió. La seva estrella principal femenina, Janet Gaynor, s'esvaïa en popularitat. Les seves principals promeses James Dunn i Spencer Tracy havien caigut a causa de la beguda. Zanuck ràpidament va contractar d'altres joves actors com Tyrone Power, Don Ameche, Henry Fonda, Gene Tierney, Sonja Henie, Betty Grable, Alice Faye i Shirley Temple. Fent biopics i musicals, Zanuck va tornar a fer que la Fox fos rendible. Gràcies als enregistraments durant la Segona Guerra Mundial, Fox va passar RKO i MGM per convertir-se en el tercer estudi més rendible de la costa oest. Mentre Zanuck va marxar al servei militar de divuit mesos de guerra, William Goetz va mantenir l'empresa amb beneficis, posant l'accent en l'entreteniment. Una de les estrelles del moment era la seva actiur Betty Grable.
El 1942, Spyros Skoura va succeir Schenck com a president de l'estudi. Durant els propers anys, amb pel·lícules com The Razor's Edge, Wilson, La barrera invisible, Gentleman's Agreement, Snake Pit, Boomerang, i Pinky, Zanuck es va guanyar una reputació de provocador, fent pel·lícules per a adults. Fox també s'especialitza en adaptacions de best-sellers, com l'obra de Ben Ames Williams Que el cel la jutgi on actuava Gene Tierney, que va ser la pel·lícula més taquillera de Fox de la dècada de 1940.
Durant aquest temps també es va produir versions dels musicals de Broadway, començant amb State Fair el 1945, i continuant en anys posteriors amb Carousel el 1956, El rei i jo, i The Sound of Music. També va distribuir, però no ho fer, la versió Cinemascope d'Oklahoma! i la versió de 1958 de la pel·lícula South Pacific.
Després de la guerra, el públic es va allunyar del cinema gradualment, i l'arribada de la televisió va accelerar el procés. Fox es va mantenir va mantenir les seves sales de cinema fins que una sentència judicial va obligar a separar l'empresa, que es va escindir com Fox National Theaters el 1953. Aquest any, amb l'assistència a les sales a la meitat del nivell de 1946, Fox va apostar per un nou sistema tècnic. Prenent nota de l'èxit del Cinerama i del sistema "Natural Vision" en 3D, que tenia efectes de profunditat però requeria l'ús de vidres polaritzats, Fox va hipotecar el seu estudi per comprar els drets a un sistema francès de projecció anamòrfic que donava una lleugera il·lusió de profunditat sense necessitat d'ulleres. El president Spyros Skoura va arribar a un acord amb l'inventor Henri Chrétien, deixant als altres estudis amb les mans buides, i el 1953 va introduir en Cinemascope la pel·lícula La túnica sagrada. L'èxit del film va ser tan massiu que al febrer de 1953 Zanuck va anunciar que d'ara endavant totes les obres de Fox es farien amb Cinemascope. Per convèncer els propietaris de sales per a instal·lar aquest nou procés, Fox va accedir a ajudar a pagar els costos de conversió (aproximadament 25.000 dòlars per pantalla), i per garantir produccions suficients, Fox va donar accés a CinemaScope la resta d'estudis i productores. Veient la taquilla de les dues primeres produccions CinemaScope, La túnica sagrada i Com casar-se amb un milionari, Warner Bros, MGM, Universal Pictures, Columbia Pictures i Walt Disney Pictures van adoptar ràpidament el sistema.
Cinemascope va incrementar temporalment l'assistència a les sales, però el 1956 els nombres de nou van començar a lliscar. Aquell any, Darryl F.Zanuck, va anunciar la seva renúncia com a cap de producció i es va traslladar a París, on es va establir com a productor independent i no va tornar a Califòrnia en quinze anys.

### Producció i els problemes financers

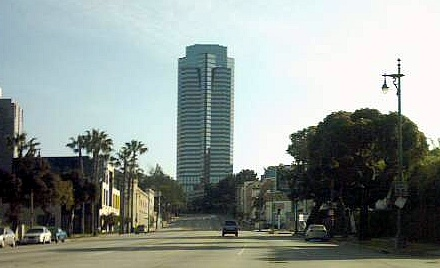
Fox Plaza, Century City. Acabat el 1987

El seu successor, el productor Buddy Adler, va morir un any després. El president Spyros Skoura va portar una sèrie de productors executius, però cap va tenir l'èxit d'en Zanuck. En la dècada de 1960 Fox estava en problemes. Una nova versió de Theda Bara de Cleopatra havia començat el 1959 amb Joan Collins al cap. Com a reclam publicitari, el productor Walter Wanger va oferir un milió de dòlars a Elizabeth Taylor si feia el paper protagonista. Taylor va acceptar, i els costos de la pel·lícula van començar a pujar.
Mentrestant, un altre remake, aquesta vegada d'una pel·lícula de Cary Grant dels anys 40, La meva dona favorita va ser produïda urgentment en un intent de mantenir la Fox econòmicament viable. La comèdia romàntica, titulada Something's Got to Give, amb Marilyn Monroe i Dean Martin dirigits per (George Cukor) ràpidament va caure en una desfeta de costos. Com que el pressupost de Cleòpatra va passar dels deu milions de dòlars, Fox es va veure obligada a vendre part dels seus terrenys, actualment el terreny ocupat pel Century City, a Alcoa el 1961 per recaptar diners en efectiu. Després de diversos mesos de molt poc progrés, Marilyn Monroe va ser acomiadada de Something's Got to Give.
Quan es va fer evident que Something's Got to Give no seria capaç d'avançar sense Monroe com a protagonista (Martin s'havia negat a treballar amb qualsevol altra persona), Skoura finalment va cedir i va tornar a contractar-la. Però dies abans de començar la filmació Marylin va ser trobada morta a casa seva a Los Angeles i les escenes sense acabar de la pel·lícula van ser deixades de banda.
El següent èxit de l'estudi seria The Sound of Music el 1965, una adaptació d'un musical de Broadway, que va esdevenir dels grans èxits de taquilla de tots els temps. Fox també va tenir dos grans èxits amb dos films de ciència-ficció durant la dècada de 1960: Fantastic Voyage (que va introduir Raquel Welch al públic del cinema) el 1966, i l'original El planeta dels simis, protagonitzada per Charlton Heston, el 1968.
Zanuck es va quedar en qualitat de president fins al 1971, però els seus últims anys es van registrar diversos fracassos costosos, que van deixar a la Fox amb pèrdues des de 1969 fins al 1971. Després de la seva expulsió, i després d'un període incert, una nova administració de Fox va portar un altre cop la rendibilitat econòmica. Sota la presidència de Dennis Stanfill i el productor Alan Ladd Jr, les pel·lícules de Fox van connectar amb les audiències modernes. El 1977 un nou èxit de Fox va esdevenir la pel·lícula més rendible realitzat fins al moment, Star Wars Episodi IV: Una Nova Esperança.
Amb l'estabilitat financera van arribar nous propietaris, i el 1978 el control va passar als inversors Marc Rich i Marvin Davis. El van vendre l'empresa a News Corp, donant a la companyia de Rupert Murdoch el control complet. Per dirigir l'empresa Murdoch va contractar Barry Diller de Paramount Pictures.
L'estudi de cinema va proposerar, gràcies a l'elecció de Fox d'allunyar-se d'adaptacions literàries i concentrar-se en grans pel·lícules com Star Wars o Titanic, entre d'altres.

## Innovacions tecnològiques
L'any 1930 Fox va introduir un nou sistema de projecció cinematogràfica en 70 mm anomenat Grandeur.
L'any 1953 la 20th century fox va crear el Cinemascope, un sistema de projecció molt competent però que va desaparèixer definitivament l'any 1967 (any de l'última projecció) a causa de sistemes més econòmics que proporcionaven millors resultats, especialment el Panavision.